# Брајтенхајм
Брајтенхајм (њем. Breitenheim) општина је у њемачкој савезној држави Рајна-Палатинат. Једно је од 119 општинских средишта округа Бад Кројцнах. Према процјени из 2010. у општини је живјело 442 становника. Посједује регионалну шифру (AGS) 7133017.

## Географски и демографски подаци
Брајтенхајм се налази у савезној држави Рајна-Палатинат у округу Бад Кројцнах. Општина се налази на надморској висини од 165 метара. Површина општине износи 5,7 km². У самом мјесту је, према процјени из 2010. године, живјело 442 становника. Просјечна густина становништва износи 78 становника/km².